# Famille Loredan
 (juillet 2024).
La famille Loredan (ou Loredano) est une famille patricienne de Venise, originaire de Loreo.

## Historique

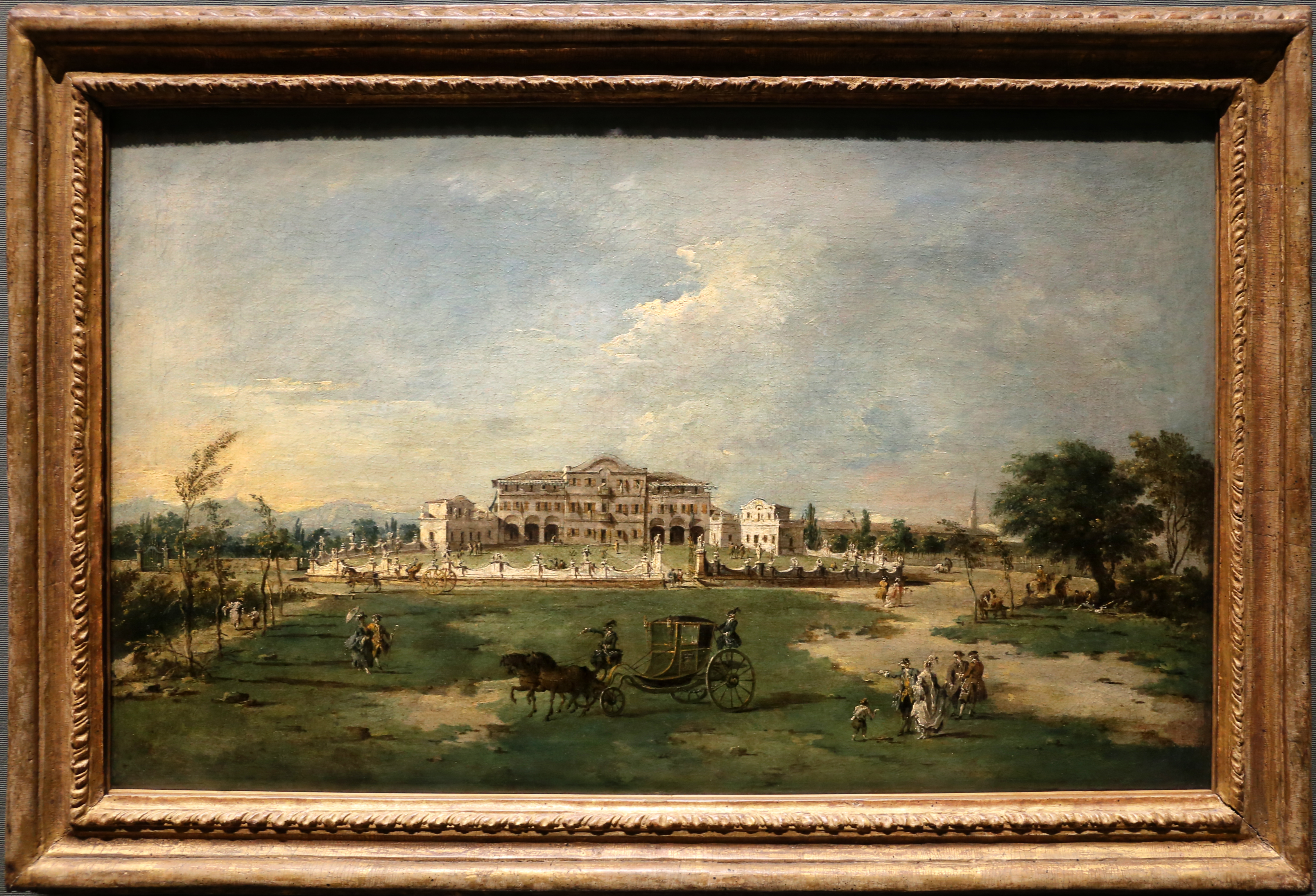
Villa del Timpano à Paese
par Guardi, vers 1782
National Gallery, Londres. La famille Loredan possédait à Paese, une villa représentée par Francesco Guardi. Ce tableau commandé par le résident britannique John Strange, est conservé à Londres.

## Armes

Armes de la famille Loredan

Les armes des Loredan se blasonnent ainsi D'un écu coupé d'or et d'azur, avec six roses à cinq feuilles, percées de l'une en l'autre, trois d'azur sur l'or et trois d'or sur l'azur.

## Personnalités

### Doges
- Leonardo Loredan, 75e doge de Venise.
- Pietro Loredan, 84e doge de Venise.
- Francesco Loredan, 116e doge de Venise, élu en 1752.

### Autres personnalités
- Paolo Laredan général d'armée mort après 1372 qui à son tombeau à San Zanipolo[2]
- Antonio, Jacopo, Pietro, Marco et Paolo furent tous des généraux d'Armées.

## Demeures

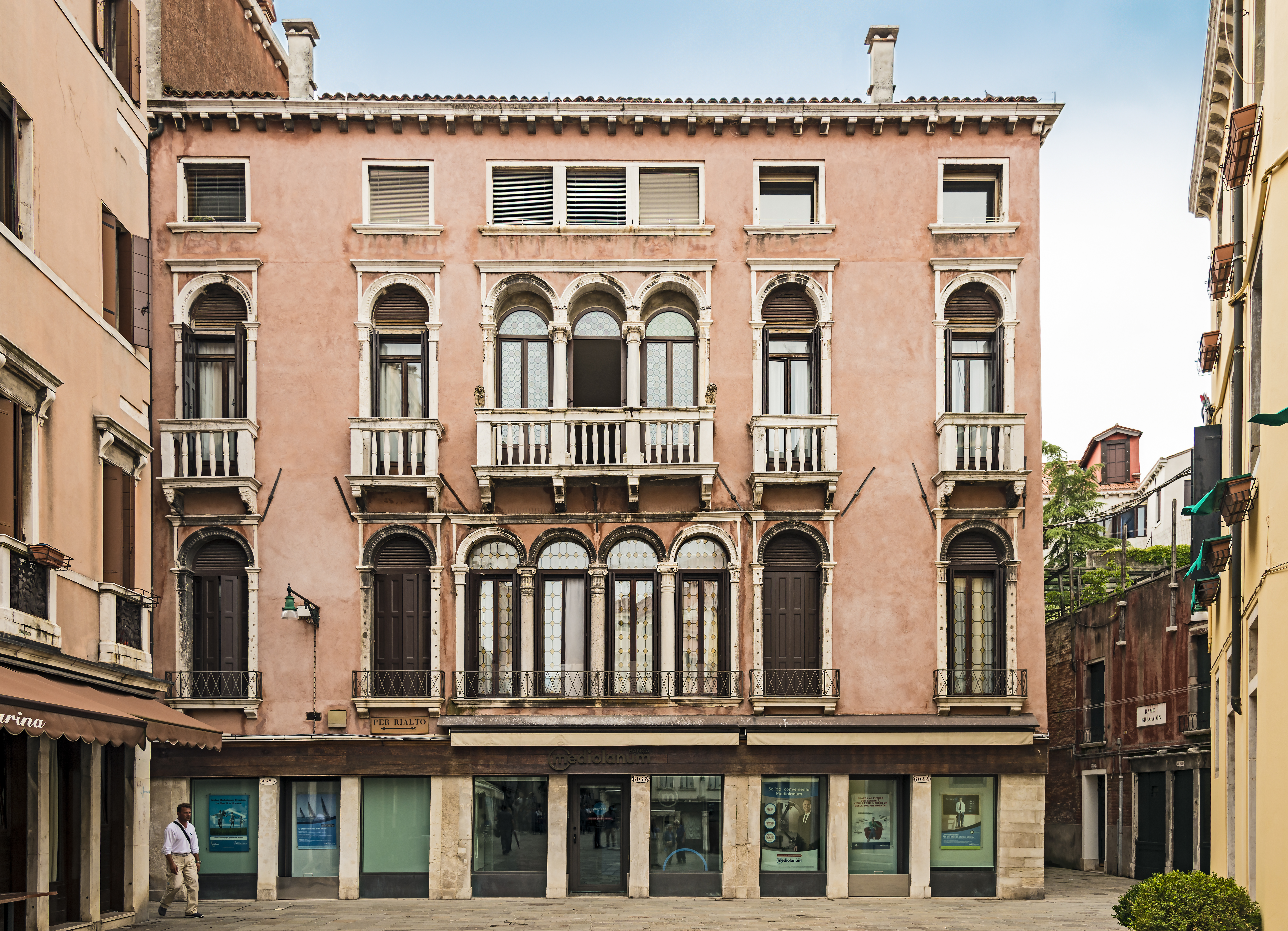
Palais Loredan à Santa Marina
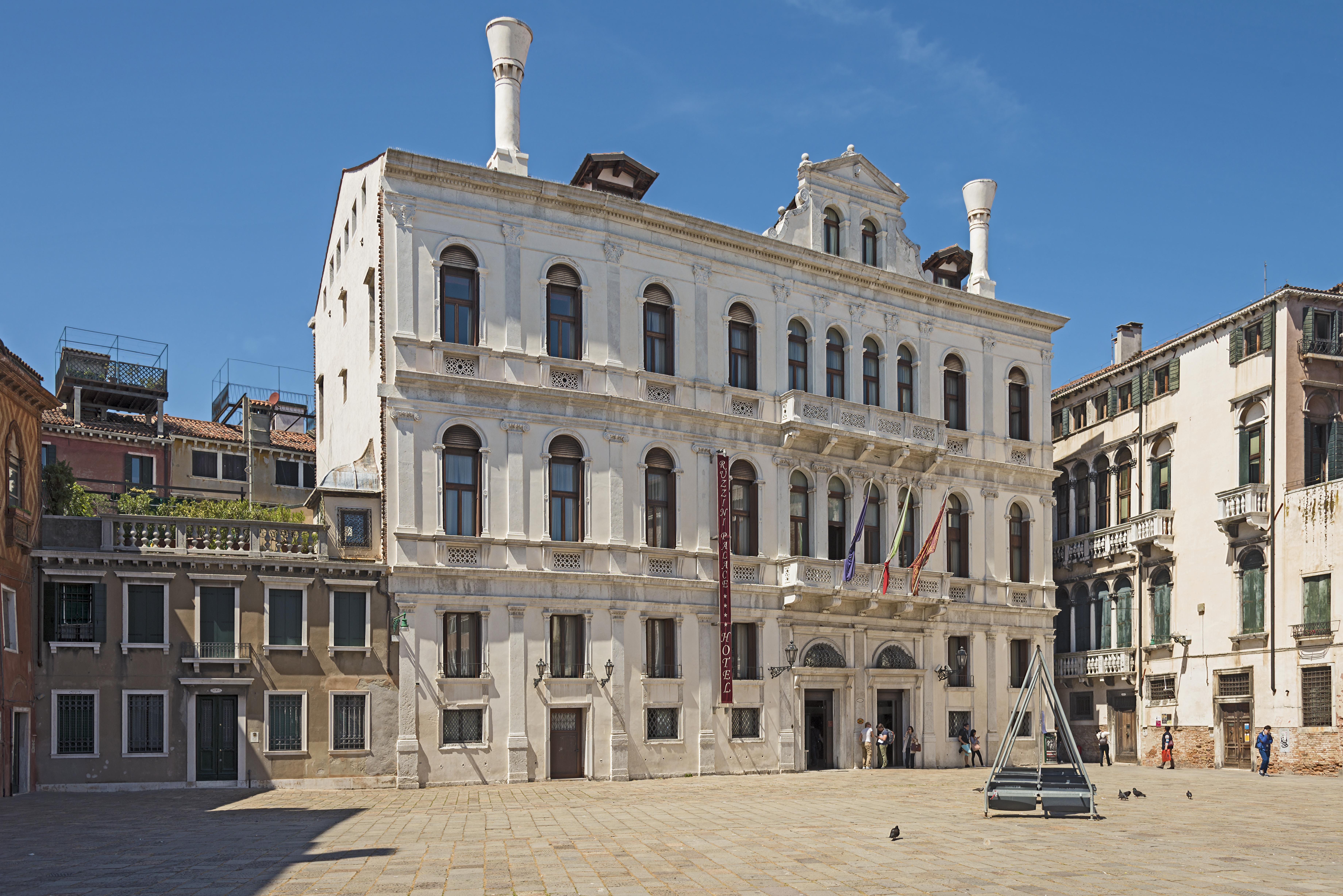
Palais Priuli Ruzzini Loredan à Santa Maria Formosa (it)
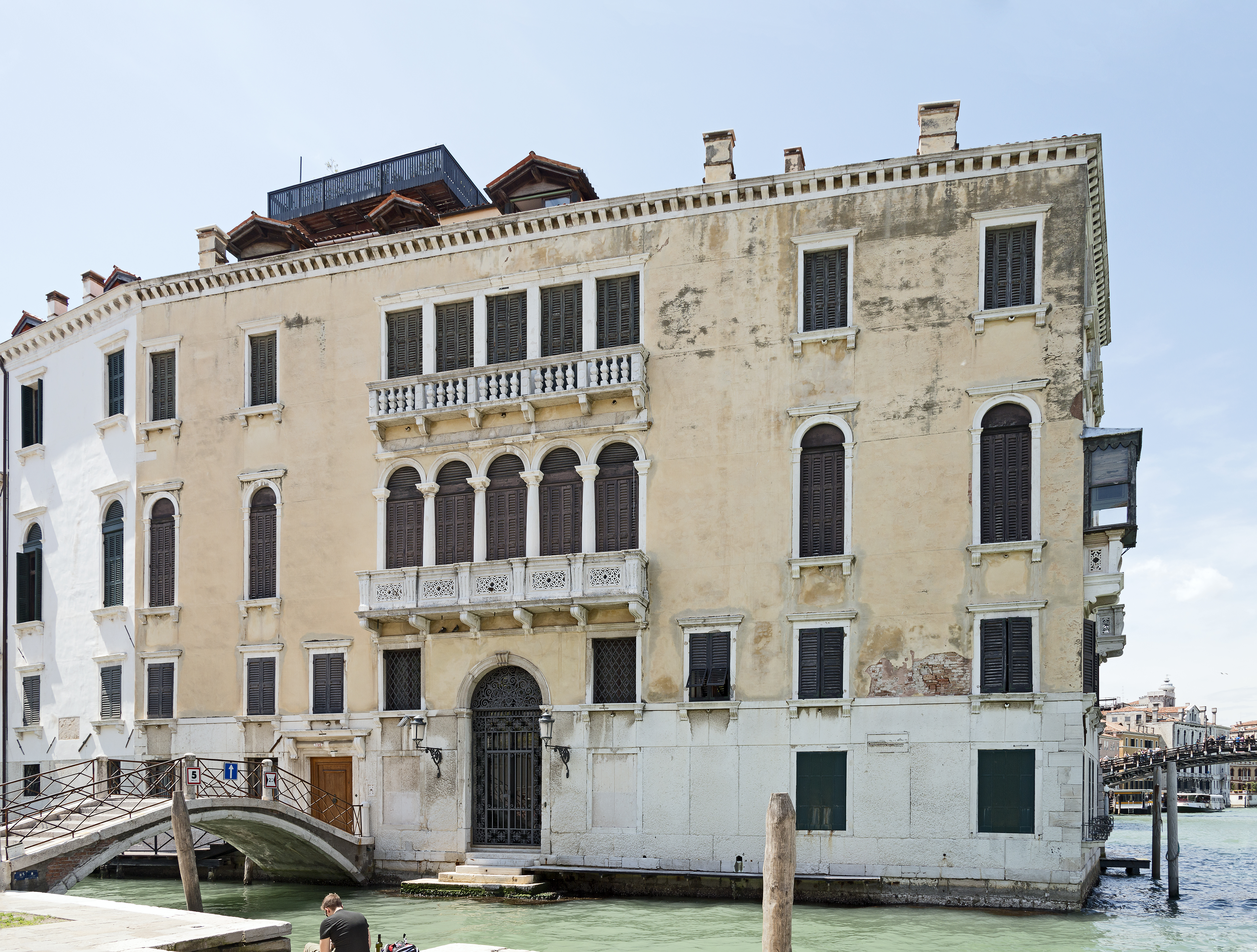
Palais Loredan Cini à santa Agnese
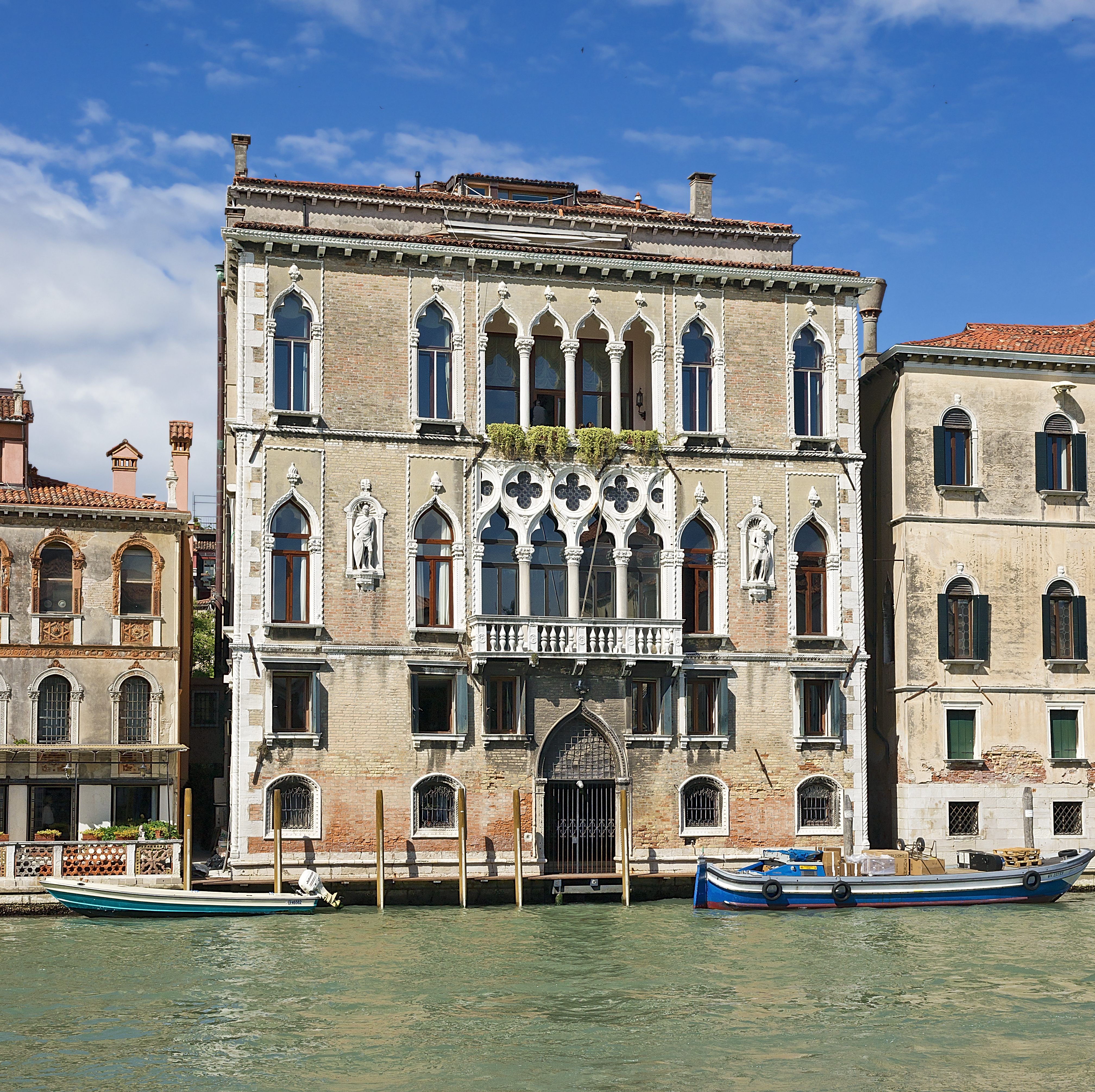
Palais Loredan dell'Ambasciatore à san Barnaba
Ca' Loredan à san Luca
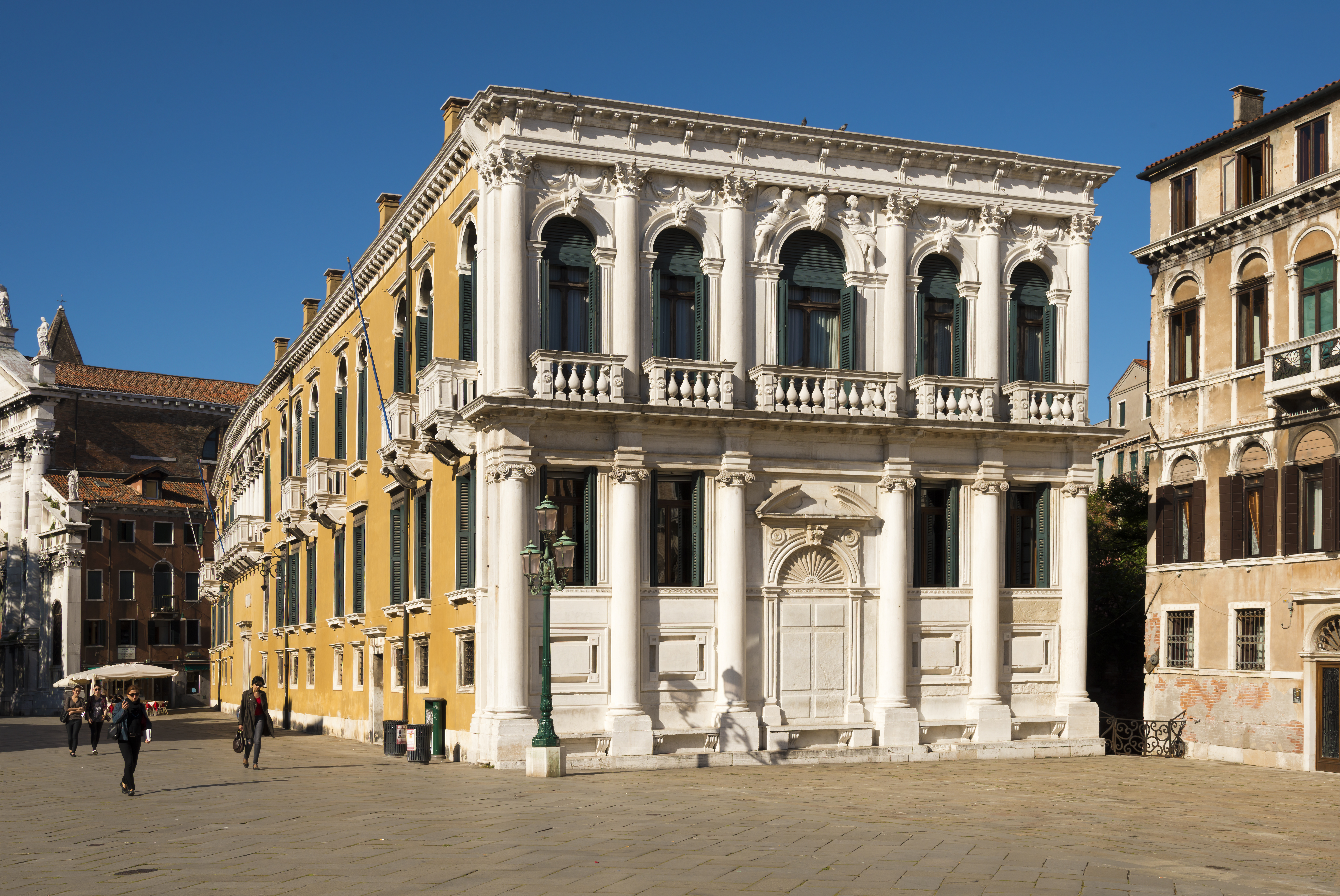
Palais Loredan a Campo Santo Stefano
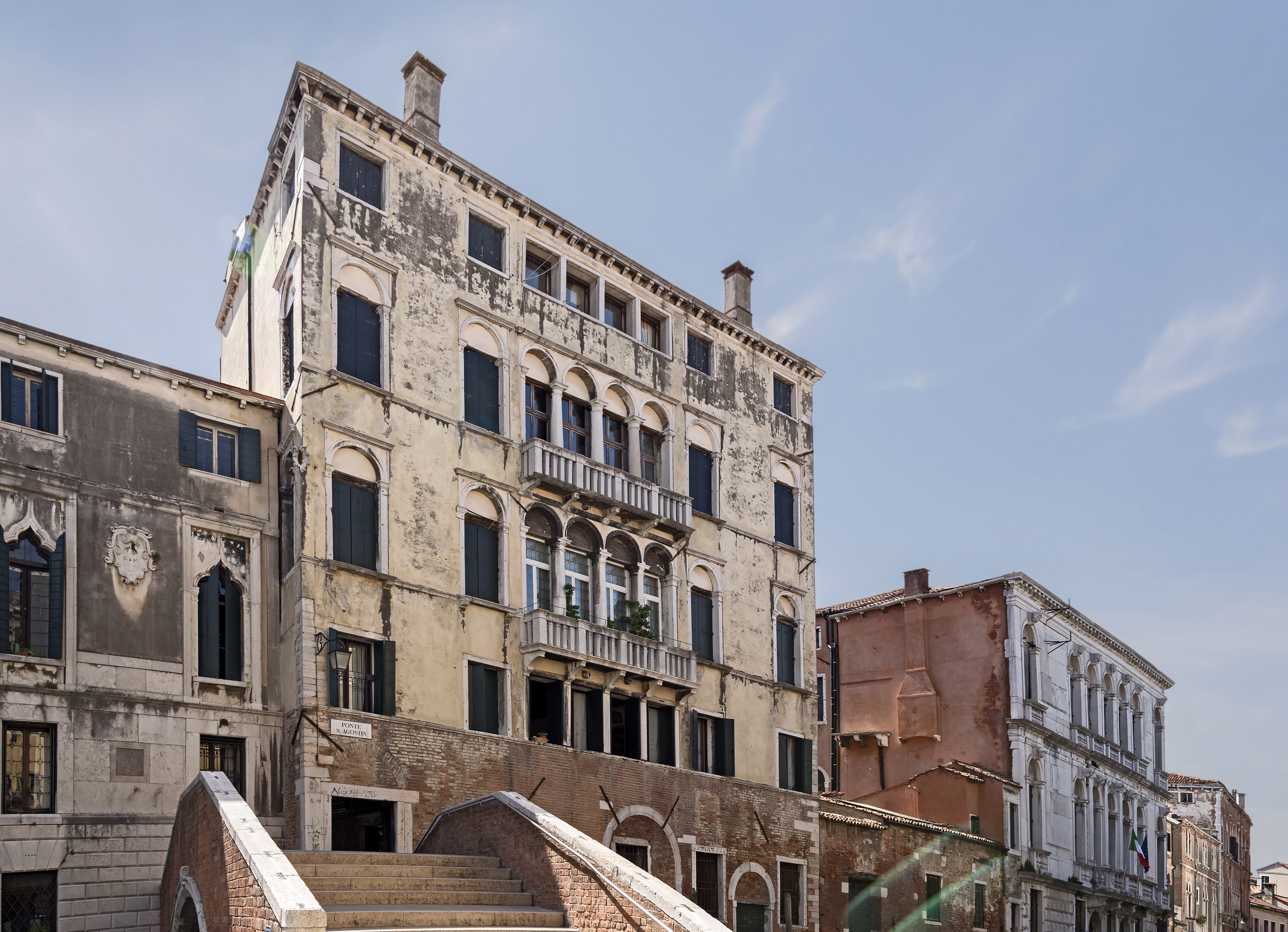
Palais Giustinian Loredan ( à San Stin)
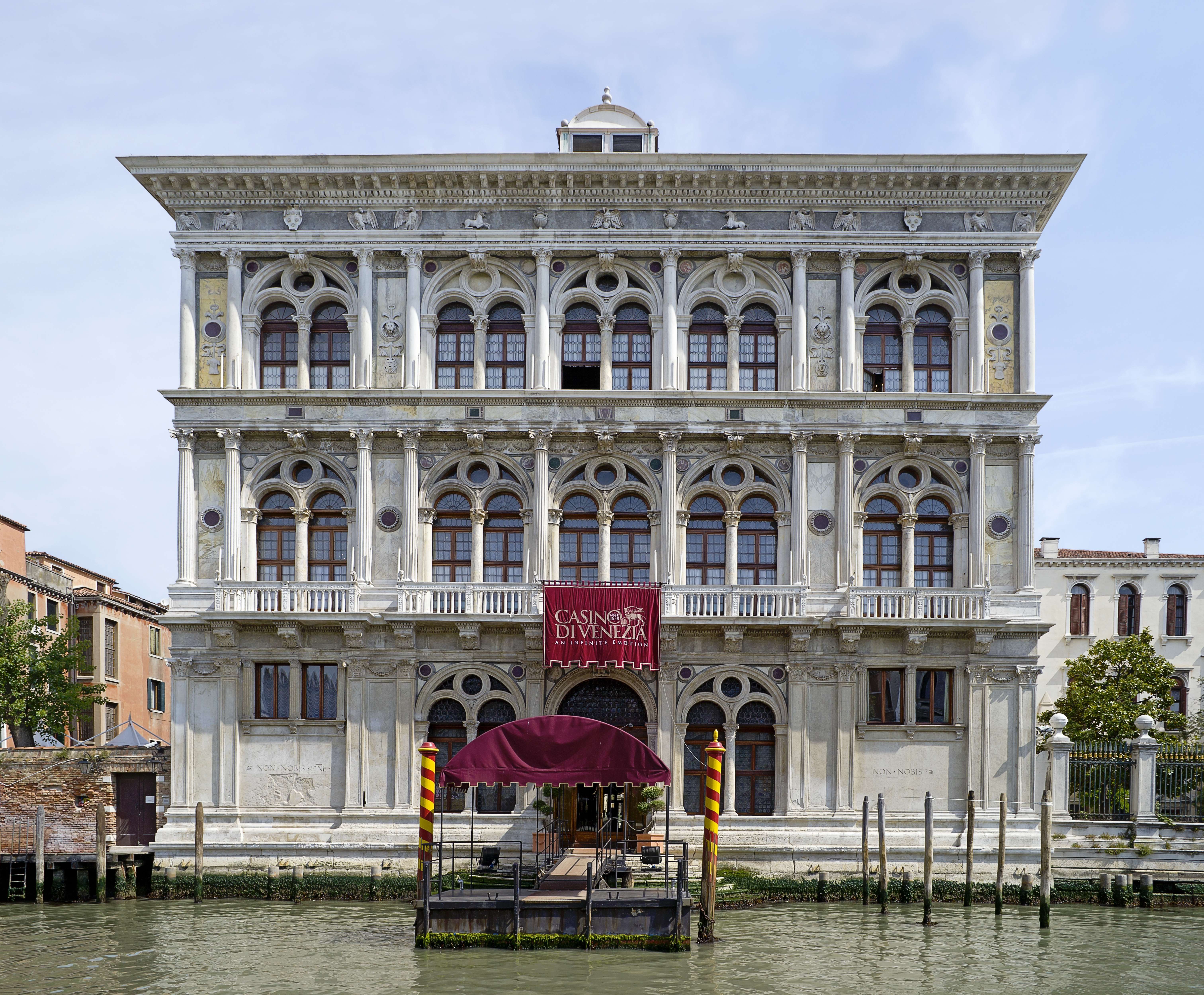
Ca' Loredan Vendramin Calergi, construit sur le Grand Canal pour Andrea Loredan
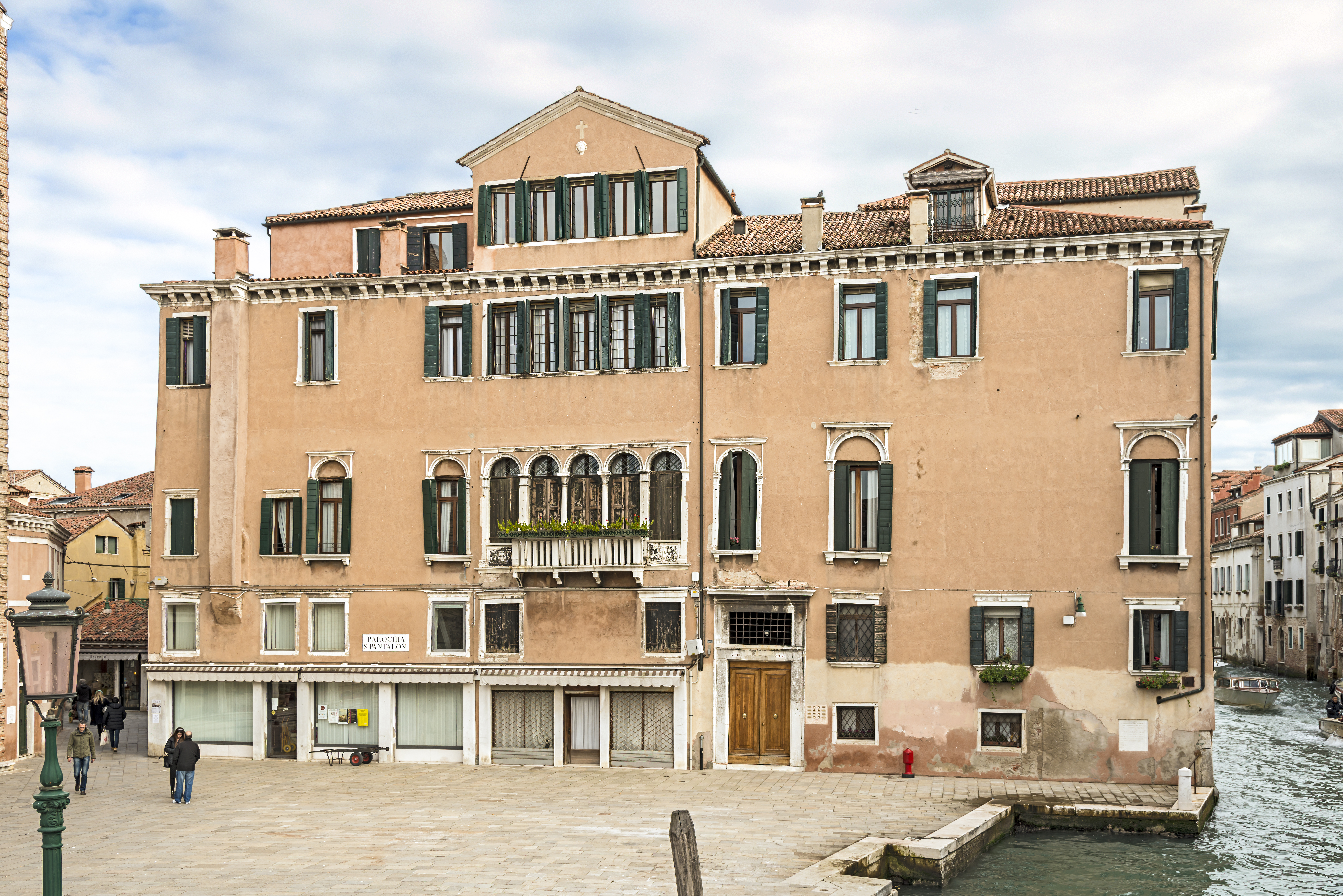
Palais Signolo Loredan

- Palais Grifalconi Loredan
- Palais Loredan Gheltoff
- Palais Loredan Griman Calergi
- Palais Gritti Loredan
- Ca' Loredan
- Palais Loredan a San Canciano
- Palais Loredan a Santi Giovanni e Paolo
- Palais Corner Della Frescada Loredan
- Palais Signolo, dit Loredan à Dorsoduro
- Ca' Loredan Vendramin Calergi